# Pinatar Cup
La Pinatar Cup est un tournoi sur invitation de football féminin organisé à San Pedro del Pinatar.

## Historique
Lors de la première édition (en 2020), il a été disputé par l'Écosse, Islande, Ukraine et Irlande du Nord,.
L'Écosse a remporté le concours inaugural (2020) après avoir battu l'Irlande du Nord lors du dernier match avec des buts de Abbi Grant et Erin Cuthbert.

## Bilan et palmarès

### Palmarès
| Édition | Date | Vainqueur | Deuxième       | Troisième            | Quatrième       |
| 1re     | 2020 | Écosse    | Islande        | Ukraine              | Irlande du Nord |
| 2e      | 2022 | Belgique  | Russie         | République d'Irlande | Pays de Galles  |
| 3e      | 2023 | Islande   | Pays de Galles | Écosse               | Philippines     |

### Bilan par nation
| Équipe               | 2020 | 2022 | 2023 | 2025 | Total |
| -------------------- | ---- | ---- | ---- | ---- | ----- |
| Belgique             |      | 1er  |      |      | 1     |
| Canada               |      |      |      | 1er  | 1     |
| Chine                |      |      |      | 3e   | 1     |
| Écosse               | 1er  | 5e   | 3e   |      | 3     |
| Hongrie              |      | 6e   |      |      | 1     |
| Mexique              |      |      |      | 2e   | 1     |
| Irlande du Nord      | 4e   |      |      |      | 1     |
| Islande              | 2e   |      | 1er  |      | 2     |
| Taïwan               |      |      |      | 4e   | 1     |
| Pays de Galles       |      | 4e   | 2e   |      | 2     |
| Philippines          |      |      | 4e   |      | 1     |
| Pologne              |      | 8e   |      |      | 1     |
| République d'Irlande |      | 3e   |      |      | 1     |
| Russie               |      | 2e   |      |      | 1     |
| Slovaquie            |      | 7e   |      |      | 1     |
| Ukraine              | 3e   |      |      |      | 1     |
| Total                | 4    | 8    | 4    | 4    |       |